# Juliers
Pour les articles homonymes, voir Juliers (homonymie).
Juliers (en allemand Jülich, en néerlandais Gulik) est une ville de Rhénanie-du-Nord-Westphalie (Allemagne), située dans l'arrondissement de Düren, dans le district de Cologne (à 42 km à l'Ouest du centre-ville de Cologne), dans le Landschaftsverband de Rhénanie.
Juliers était la capitale du duché de Juliers.

## Géographie
Situé dans la vallée de la Rour, Juliers et ses environs se trouvent au nord des campagnes ouvertes de Juliers et de Zülpich. Le territoire de la commune est bordé au nord par la ville de Linnich, au nord-est par celle de Titz, au sud-est par celle de Niederzier, au sud par celle d’Inden et à l'ouest par celle d’Aldenhoven. La plus grande dimension d'est en ouest est de 13,3 km et du nord au sud de 10,9 km. Le point le plus élevé de Jülich se trouve à Bourheim à 110 m d’altitude (exception faite de la colline artificielle de Sophienhöhe), le point le plus bas, à 70 m, est à Barmen. Outre le centre-ville Jülich comprend 15 autres quartiers.

## Toponymie
Le nom de la localité est attesté sous la forme Juliacum vers 300 (noté parfois Iuliacum dans les sources),.
Il s'agit d'une formation toponymique gallo-romaine qui est basée sur le nomen latin Julius (comprendre Jūlius) suivi du suffixe gallo-romain d'origine gauloise -(i)acum, marquant la propriété, d'où le sens global de « propriété de Julius »,,. Le type toponymique Juliacum est fréquent en Gaule où il a abouti à Juillac (Charente, Julliaco 1095); Juillé (Sarthe, Juliacum IXe siècle); Juillé (Deux-Sèvres, Juliacum vers 1082); Juilly (Côte-d'Or, Juliacum 1276); Jully (Yonne, Juliacum 1145), etc.
Remarque : l'évolution irrégulière de -(i)acum en -iers résulte d'une mauvaise traduction du germanique en français, bien qu'on la retrouve également par exemple dans Aizier (Eure, Aysiacus 1025) ou Guiseniers (Eure, Gisiniacus 1025). En revanche -(i)acum a évolué de manière régulière en -ich dans sa forme allemande Jülich (terminaison en -ich, voir par exemple Soetrich, et dans sa version néerlandaise et bas-allemande en -ik).
Le Jülichgau (de) (région de Juliers) apparait sous le nom Pagus Juliacensis à l'époque carolingienne.

## Histoire
| Appartenances historiques Comté de Juliers IXe siècle-1336 Margraviat de Juliers 1336-1356 Duché de Juliers 1356-1797 République cisrhénane (Roer) 1797-1802 République française (Roer) 1802-1804 Empire français (Roer) 1804-1813 Royaume de Prusse (Province de Juliers-Clèves-Berg) 1815-1822 Royaume de Prusse (Province de Rhénanie) 1822-1918 République de Weimar 1918-1933 Reich allemand 1933-1945 Allemagne occupée 1945-1949 Allemagne 1949-présent |

La localité, fondée par les romains, apparaît dans la seconde moitié du Ier siècle av. J.-C. comme station routière pour les légions romaines sur la Via Agrippinensis.
Fortifiée au IVe siècle, elle passa sous contrôle des Francs au Ve siècle, puis plus tard du Saint Empire romain germanique.
Détruite en 1239 lors d'un des nombreux conflits du Moyen Âge, elle reçut une nouvelle fortification au XIVe siècle. Il en reste une porte à deux tours, emblème de la ville, la "Hexenturm".
Victime d'un incendie en 1547, la ville fut rebâtie sous la direction de l'architecte italien Alessandro Pasqualini, avec l'esprit de posséder un centre-ville vitrine du style Renaissance, reçut de nouvelles fortifications, une citadelle, et un nouveau tracé des rues.
De 1794 à 1814, elle fut intégrée au territoire français, dans le département de la Roer.
En 1815 elle fut rattachée à la Prusse, à la suite des décisions du Congrès de Vienne.
Ses fortifications (mais pas sa citadelle) furent démolies en 1860 après un important exercice de siège effectué par l'armée prussienne.
Elle est reliée au réseau ferré allemand en 1873.
Détruite à 97% le 16 novembre 1944 par l'aviation britannique (Seconde Guerre mondiale), son centre-ville fut reconstruit de 1949 à 1956, ainsi que plus tard sa citadelle, qui est aujourd'hui le centre culturel et touristique de la ville.

## Sciences, environnement, écologie
C'est à Juliers, qu'a été construite par l'Institut solaire de Juliers (SIJ ou Solar-Institut Jülich, de l'école supérieure spécialisée (FH) d'Aix-la-Chapelle) une centrale solaire thermique à tour solaire, préalable à d'autres unités plus grandes, dont l'une doit être construite en Algérie.
Juliers est également le siège d'un très important centre de recherche scientifique, le Centre de recherche de Juliers.

## Secteurs
La ville de Jülich se divise en 16 secteurs:
- Vieille ville
- Altenburg
- Barmen
- Bourheim
- Broich
- Daubenrath
- Güsten
- Kirchberg
- Koslar
- Lich-Steinstraß
- Mersch
- Merzenhausen
- Pattern
- Selgersdorf
- Stetternich
- Welldorf (avec Serrest)

## Personnalités originaires de Juliers
- Urban Dene né v. 1510 - maître des monnaies à Tallinn
- Philipp Ernst (1862-1942), peintre allemand, père de Max Ernst.